# Izabela Herdzik
Izabela Herdzik (ur. 18 lipca 1987) – polska judoczka, policjantka.
Była zawodniczka KS AZS Gliwice (2000-2014). Srebrna medalistka mistrzostw świata służb mundurowych 2008. Dwukrotna brązowa medalistka mistrzostw Polski seniorek w kategorii do 70 kg (2008, 2011). Ponadto m.in. młodzieżowa mistrzyni Polski 2009. 